# パプアカブト族
パプアカブト族（パプアカブトぞく、ミナミカブト族（ミナミカブトぞく）、カギヅメカブト族（カギヅメカブトぞく））は、昆虫綱甲虫目カブトムシ亜科に属する分類群。ニューギニア島を中心に分布する。3,4センチが限度。スジコガネモドキ族に含めることもある。

## 下位分類

### パプアカブト属Oryctoderus

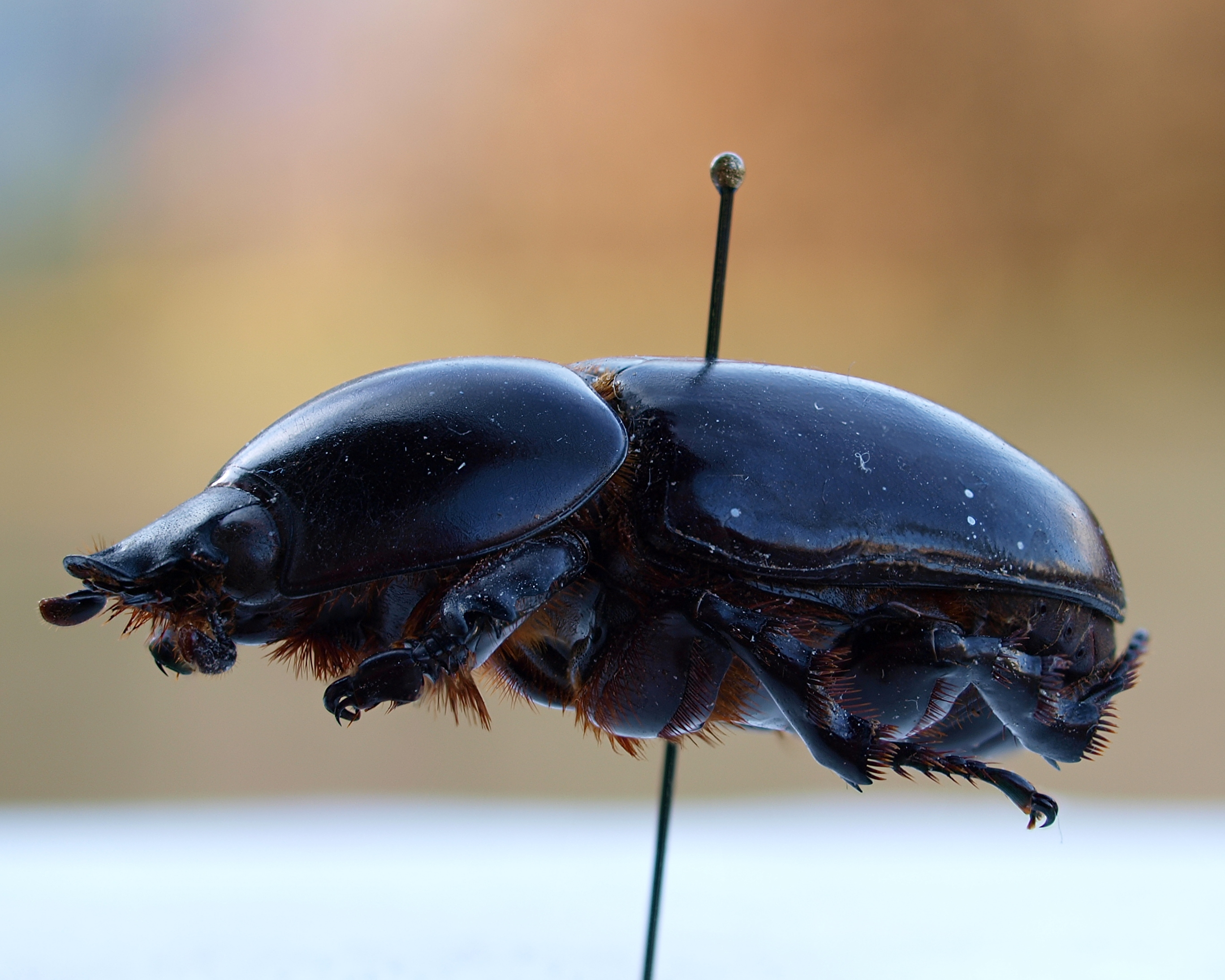
パプアカブト

- パプアカブト Oryctoderus latitarsis - オーストラリア・ニューギニア島・エール島
- ツメブトパプアカブト Oryctoderus candezei
- ヒメパプアツメカブト Oryctoderus coronatus - ニューギニア島・ビスマーク諸島
- コパプアツメカブト Oryctoderus godeffroyi - ニューギニア島・ビスマーク諸島

### アシナガパプアカブト属Hatamus

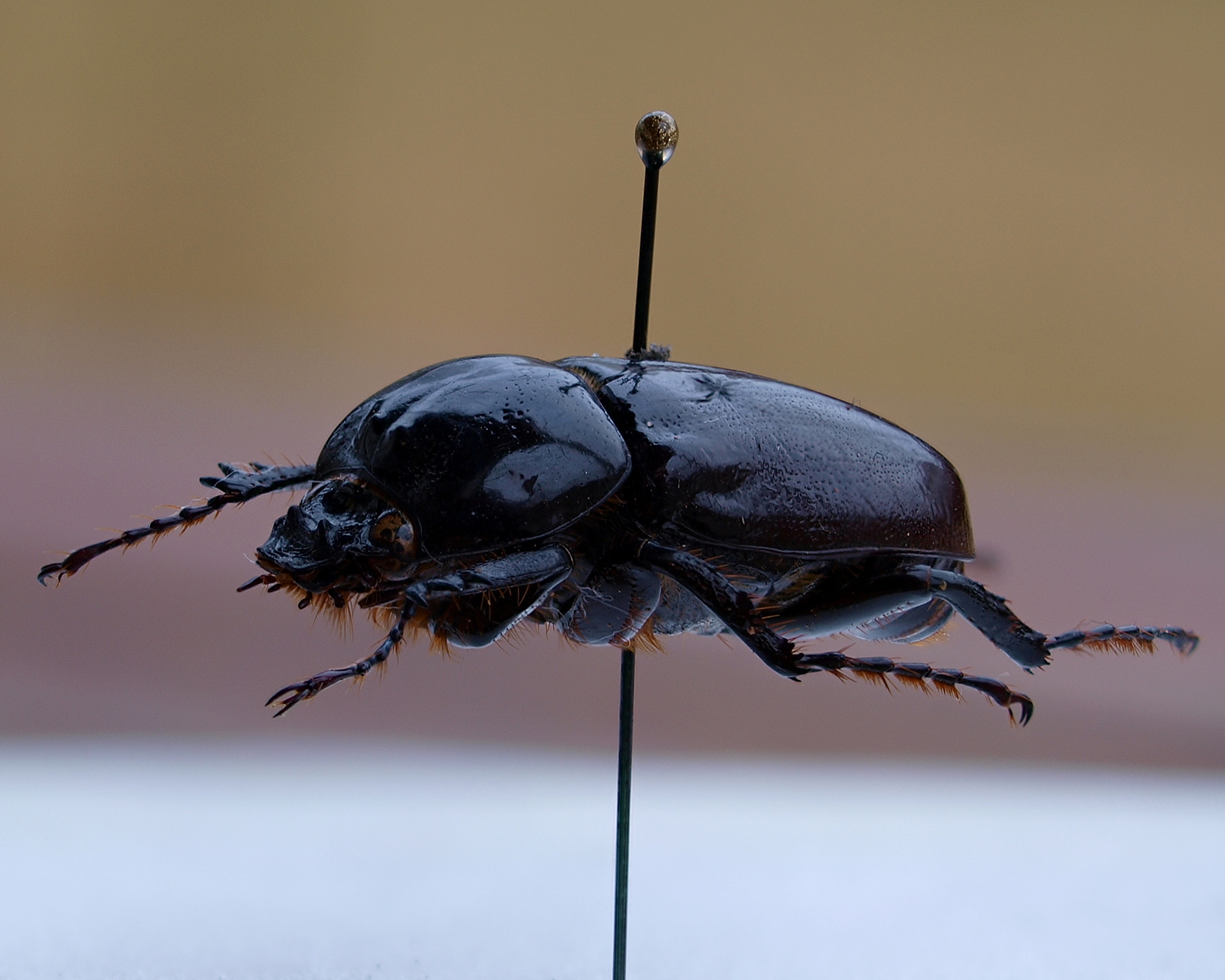
アシナガパプアカブト

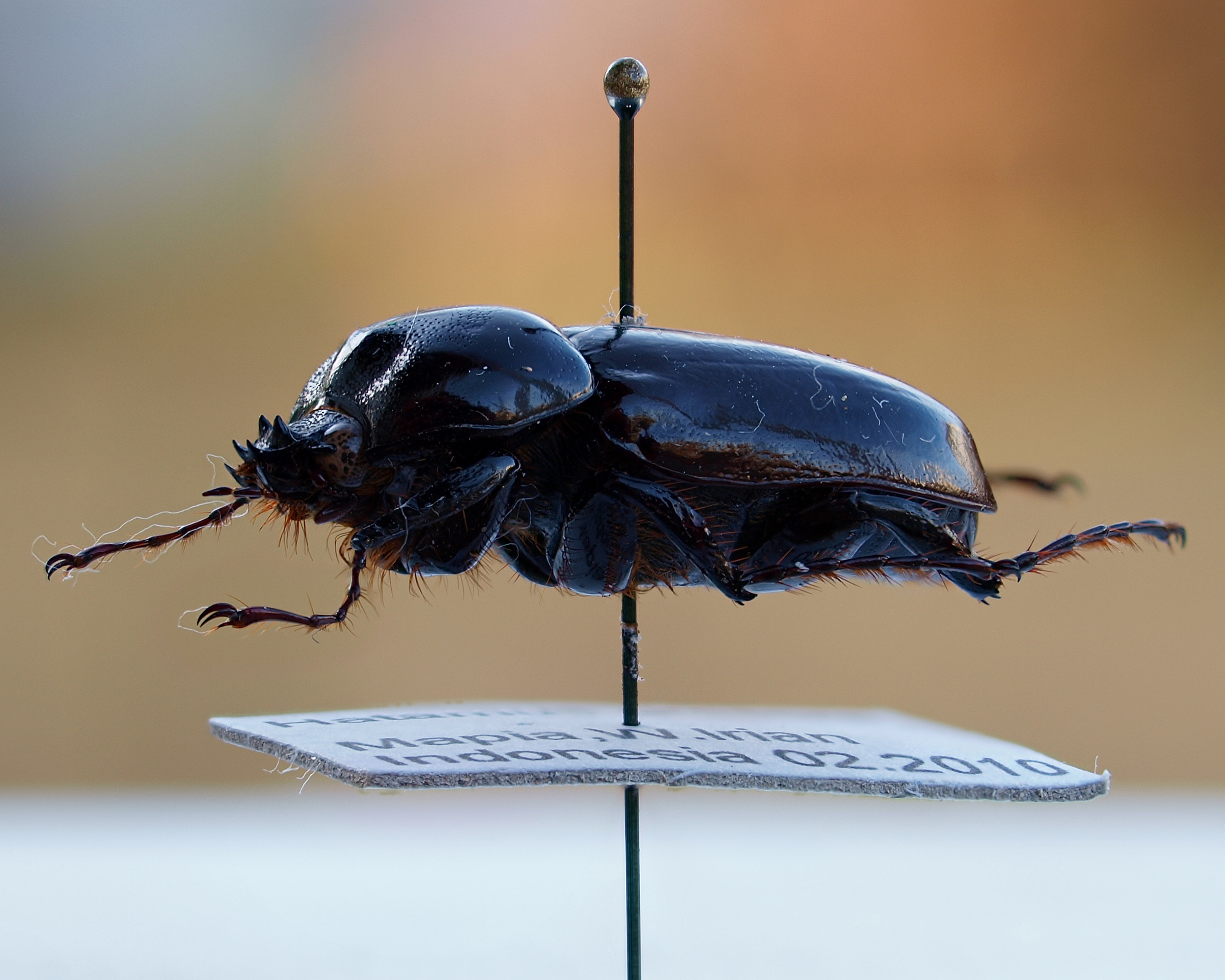
アラメアシナガパプアカブト

- アシナガパプアカブト Hatamus tarsalis - ニューギニア島
- アラメアシナガパプアカブト Hatamus gressitti - ニューギニア島

### タカネパプアカブト属Chalcocrates
- セスジタカネパプアカブト Chalcocrates felschei - ニューギニア島
- Chalcocrates borchmanni
- Chalcocrates bretoni

### ツメブトパプアカブト属Coenoryctoderus
- ツメブトパプアカブト Coenoryctoderus candezei - ニューギニア島・ルイシアード諸島・ソロモン諸島

### パプアマルカブト属Papuana

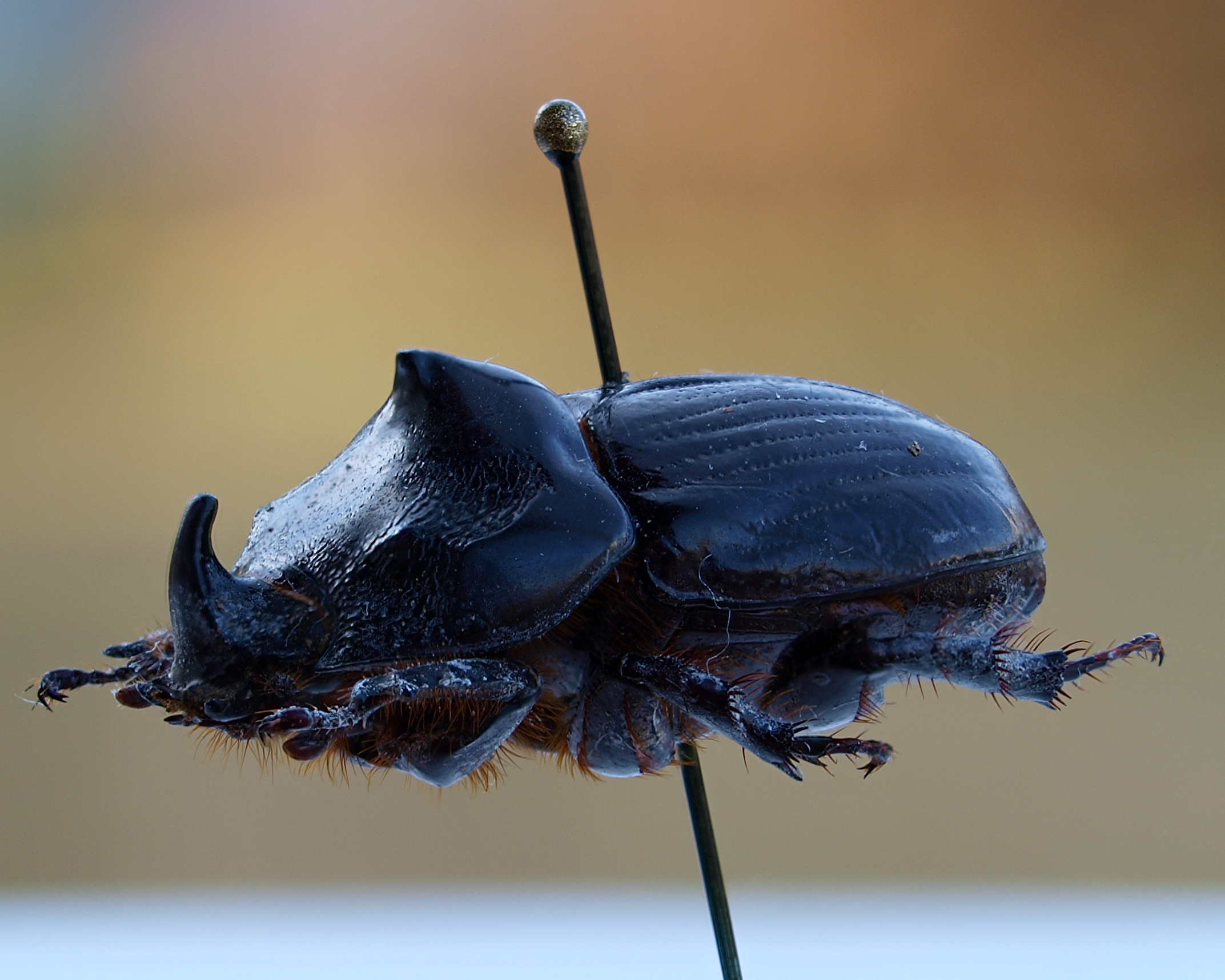
ウッドラークパプアマルカブト

- ムツカドパプアマルカブト Papuana fortepunctata - ニューギニア島
- ウッドラークパプアマルカブト Papuana woodlarkiana
  - Papuana woodlarkiana woodlarkiana - オーストラリア北部・ニューギニア島
  - Papuana woodlarkiana laevipennis - ビスマーク諸島・アドミラルティ諸島
- Papuana biroi
- Papuana huebneri

### ミツノパプアマルカブト属Clysterius
- ミツノパプアマルカブト Clysterius angustus - ニューギニア島・ビスマーク諸島・セラム島

### イツツバヒメパプアマルカブト属Eucopidcaurus
- イツツバヒメパプアマルカブト Eucopidcaurus tridentipes - ニューギニア島・ビスマーク諸島

### コフキツノパプアカブト属Chalcasthenes
- コフキツノパプアカブト Chalcasthenes divinus - ソロモン諸島